# Shrinebuilder
Shrinebuilder ist eine amerikanische Supergroup aus dem Bereich Stoner Doom, mit geringen Anteilen Sludge.

## Geschichte
Shrinebuilder wurde 2008 gegründet und besteht aus Scott „Wino“ Weinrich von Saint Vitus, Scott Kelly von Neurosis, Dale Crover von den Melvins und Al Cisneros von Om und Sleep.
Im Oktober 2009 wurde ihr Debütalbum mit dem Titel Shrinebuilder auf Neurot Recordings veröffentlicht. 2010 ging die Band auf Tour, unter anderem in Europa. Aufnahmen von dieser Tour sollen auf DVD veröffentlicht werden.

## Diskografie
- 2009: Shrinebuilder (Album, Neurot Recordings)